# Green Line
Green Line nebo Green Unit byla pětice sovětských ledních hokejistů sestávající z Igora Larionova, Vladimira Krutova, Sergeje Makarova, Vjačeslava Fetisova a Alexeje Kasatonova. Jejich řada byla pojmenována podle zelených nátělníků, které nosili na trénincích. V 80. letech patřili k oporám sborné.

## Sehranost
Ve své éře byla tato pětice hráčů téměř neporazitelná. Jejich úspěchy byly dosaženy talentem, spontánní a inteligentní hrou. Hráči dobře bruslili a jejich nahrávky byly většinou přesné.

## Rozdělení
Green Line rozdělil pád Sovětského svazu (do té doby to byli velcí přátelé). Jeden z hráčů byl proti rozpadu SSSR a zbývající byli pro rozpad Sovětského svazu.